# Општина Лас Маргаритас (Чијапас)
Лас Маргаритас (шп. Las Margaritas) општина је у Мексику у савезној држави Чијапас. Општина се налази на надморској висини од 1520 м.

## Становништво
Према подацима из 2010. у општини је живело 111484 становника.

### Хронологија
| Година       | 2000                  | 2005                  | 2010                   |
| ------------ | --------------------- | --------------------- | ---------------------- |
| Становништво | 87034 (43270 / 43764) | 98374 (48675 / 49699) | 111484 (54787 / 56697) |

### Попис
| \| \| м \| \| \| ж \| \| 0—2 \| 3.879 \| \| \| 3.940 \| \| 3—5 \| 3.958 \| \| \| 4.063 \| \| 6—11 \| 8.627 \| \| \| 8.616 \| \| 12—14 \| 4.136 \| \| \| 4.135 \| \| 15—17 \| 3.907 \| \| \| 4.005 \| \| 18—24 \| 7.693 \| \| \| 8.389 \| \| 60+ \| 3.362 \| \| \| 3.109 \| \| Просек : \| 25,2 \| \| \| 25,3 \| |       |  |  |       |
| |       |  |  |       |
| | м     |  |  | ж     |
| 0—2 | 3.879 |  |  | 3.940 |
| 3—5 | 3.958 |  |  | 4.063 |
| 6—11 | 8.627 |  |  | 8.616 |
| 12—14 | 4.136 |  |  | 4.135 |
| 15—17 | 3.907 |  |  | 4.005 |
| 18—24 | 7.693 |  |  | 8.389 |
| 60+ | 3.362 |  |  | 3.109 |
| Просек : | 25,2  |  |  | 25,3  |

| #   | Индикатор                                                                                        | Вредност |
| --- | ------------------------------------------------------------------------------------------------ | -------- |
| 1   | Становништво од 0 до 2 године                                                                    | 7819     |
| 2   | Мушко становништво од 0 до 2 године                                                              | 3879     |
| 3   | Женско становништво од 0 до 2 године                                                             | 3940     |
| 4   | Становништво са 3 и више година                                                                  | 99478    |
| 5   | Мушко становништво са 3 и више година                                                            | 48817    |
| 6   | Женско становништво са 3 и више година                                                           | 50661    |
| 7   | Становништво са 5 и више година                                                                  | 94165    |
| 8   | Мушко становништво са 5 и више година                                                            | 46193    |
| 9   | Женско становништво са 5 и више година                                                           | 47972    |
| 10  | Становништво са 12 и више година                                                                 | 74214    |
| 11  | Мушко становништво са 12 и више година                                                           | 36232    |
| 12  | Женско становништво са 12 и више година                                                          | 37982    |
| 13  | Становништво са 15 и више година                                                                 | 65943    |
| 14  | Мушко становништво са 15 и више година                                                           | 32096    |
| 15  | Женско становништво са 15 и више година                                                          | 33847    |
| 16  | Становништво са 18 и више година                                                                 | 58031    |
| 17  | Мушко становништво са 18 и више година                                                           | 28189    |
| 18  | Женско становништво са 18 и више година                                                          | 29842    |
| 19  | Становништво од 3 до 5 година                                                                    | 8021     |
| 20  | Мушко становништво од 3 до 5 година                                                              | 3958     |
| 21  | Женско становништво од 3 до 5 година                                                             | 4063     |
| 22  | Становништво од 6 до 11 година                                                                   | 17243    |
| 23  | Мушко становништво од 6 до 11 година                                                             | 8627     |
| 24  | Женско становништво од 6 до 11 година                                                            | 8616     |
| 25  | Становништво од 8 до 14 година                                                                   | 19940    |
| 26  | Мушко становништво од 8 до 14 година                                                             | 9963     |
| 27  | Женско становништво од 8 до 14 година                                                            | 9977     |
| 28  | Становништво од 12 до 14 година                                                                  | 8271     |
| 29  | Мушко становништво од 12 до 14 година                                                            | 4136     |
| 30  | Женско становништво од 12 до 14 година                                                           | 4135     |
| 31  | Становништво од 15 до 17 година                                                                  | 7912     |
| 32  | Мушко становништво од 15 до 17 година                                                            | 3907     |
| 33  | Женско становништво од 15 до 17 година                                                           | 4005     |
| 34  | Становништво од 18 до 24 године                                                                  | 16082    |
| 35  | Мушко становништво од 18 до 24 године                                                            | 7693     |
| 36  | Женско становништво од 18 до 24 године                                                           | 8389     |
| 37  | Женско становништво од 15 до 49 година                                                           | 28005    |
| 38  | Становништво са 60 и више година                                                                 | 6471     |
| 39  | Мушко становништво са 60 и више година                                                           | 3362     |
| 40  | Женско становништво са 60 и више година                                                          | 3109     |
| 41  | Однос између мушкараца и жена                                                                    | 96.63    |
| 42  | Становништво од нуле до 14 година                                                                | 41354    |
| 43  | Становништво од 15 до 64 године                                                                  | 61646    |
| 44  | Становништво од 65 година и више                                                                 | 4297     |
| 45  | Просечан број деце                                                                               | 2.68     |
| 46  | Становништво рођено у ентитету                                                                   | 105893   |
| 47  | Мушко становништво рођено у ентитету                                                             | 51987    |
| 48  | Женско становништво рођено у ентитету                                                            | 53906    |
| 49  | Становништво рођено у другом ентитету                                                            | 414      |
| 50  | Мушко становништво рођено у другом ентитету                                                      | 209      |
| 51  | Женско становништво рођено у другом ентитету                                                     | 205      |
| 52  | Становништво од 5 година и више резидентно у ентитету у јуну 2005. године                        | 93264    |
| 53  | Мушко становништво старосног доба од 5 година и више, резидентно у ентитету у јуну 2005. године  | 45590    |
| 54  | Женско становништво старосног доба од 5 и више година, резидентно у ентитету у јуну 2005. године | 47674    |
| 55  | Становништво од 5 година и више које је живело у другом ентитету у јуну 2005. године             | 288      |
| 56  | Мушко становништво старије од 5 година које је живело у другом ентитету у јуну 2005. године      | 193      |
| 57  | Женско становништво старије од 5 година које је живело у другом ентитету у јуну 2005. године     | 95       |
| 58  | Становништво од 3 године и више које говори аутохтони језик                                      | 49571    |
| 59  | Мушко становништво старо 3 године и више које говори аутохтони језик                             | 24565    |
| 60  | Женско становништво старо 3 године и више које говори аутохтони језик                            | 25006    |
| 61  | Становништво од 3 године и више које говори аутохтони језик и не говори шпански језик            | 11451    |
| 62  | Мушко становништво старо 3 године и више које говори аутохтони језик и не говори шпански         | 4311     |
| 63  | Женско становништво старо 3 године и више које говори аутохтони језик и не говори шпански језик  | 7140     |
| 64  | Становништво старо 3 године и више које говори аутохтони језик и шпански                         | 37612    |
| 65  | Мушко становништво старо 3 године и више које говори аутохтони језик и шпански                   | 20036    |
| 66  | Женско становништво старо 3 године и више које говори аутохтони језик и шпански                  | 17576    |
| 67  | Становништво од 5 година и више које говори аутохтони језик                                      | 47219    |
| 68  | Становништво од 5 година и више које говори аутохтони језик и не говори шпански језик            | 9825     |
| 69  | Становништво од 5 година и више које говори аутохтони језик и говори шпански језик               | 36917    |
| 70  | Становништво у домородачким домаћинствима                                                        | 62246    |
| 71  | Становништво са ограничењима у активностима                                                      | 2144     |
| 72  | Становништво са ограниченим ходањем или кретањем, горе или доле                                  | 1082     |
| 73  | Становници са ограничењима вида, чак и уз кориштење сочива                                       | 588      |
| 74  | Становништво са ограничењима говора, комуникације или конверзације                               | 273      |
| 75  | Становништво са ограниченим слухом                                                               | 249      |
| 76  | Становништво са ограничењима при одевању, купању или јелу                                        | 111      |
| 77  | Становништво са ограничењима у опажању или учењу једноставних ствари                             | 66       |
| 78  | Становништво са менталним ограничењима                                                           | 276      |
| 79  | Становништво без ограничења активности                                                           | 104160   |
| 80  | Становништво од 3 до 5 година које не похађа школу                                               | 3800     |
| 81  | Мушко становништво од 3 до 5 година које не похађа школу                                         | 1901     |
| 82  | Женско становништво од 3 до 5 година које не похађа школу                                        | 1899     |
| 83  | Становништво од 6 до 11 година које не похађа школу                                              | 1095     |
| 84  | Мушко становништво од 6 до 11 година које не похађа школу                                        | 517      |
| 85  | Женско становништво од 6 до 11 година које не похађа школу                                       | 578      |
| 86  | Становништво од 12 до 14 година које не похађа школу                                             | 1753     |
| 87  | Мушко становништво од 12 до 14 година које не похађа школу                                       | 791      |
| 88  | Женско становништво од 12 до 14 година које не похађа школу                                      | 962      |
| 89  | Становништво од 15 до 17 година похађа школу                                                     | 3276     |
| 90  | Мушко становништво од 15 до 17 година похађа школу                                               | 1785     |
| 91  | Женско становништво између 15 и 17 година живота у школи                                         | 1491     |
| 92  | Становништво од 18 до 24 године похађа школу                                                     | 1606     |
| 93  | Мушко становништво од 18 до 24 године похађа школу                                               | 884      |
| 94  | Женско становништво од 18 до 24 године похађа школу                                              | 722      |
| 95  | Становништво од 8 до 14 година које не може да чита и пише                                       | 3546     |
| 96  | Мушко становништво старосног доба од 8 до 14 година које не може да чита и пише                  | 1746     |
| 97  | Женско становништво старосног доби од 8 до 14 година које не може да чита и пише                 | 1800     |
| 98  | Становништво од 15 година и више које је неписмено                                               | 17120    |
| 99  | Мушко становништво од 15 година и више које је неписмено                                         | 6337     |
| 100 | Женско становништво од 15 година и више које је неписмено                                        | 10783    |
| 101 | Становништво старо 15 и више година без школовања                                                | 13584    |
| 102 | Мушко становништво старо 15 и више година без школовања                                          | 5376     |
| 103 | Женско становништво старо 15 и више година без школовања                                         | 8208     |
| 104 | Становништво старосног доба 15 и више година са непотпуним основним образовањем                  | 18205    |
| 105 | Мушко становништво старосног доба од 15 година и више са непотпуном основним образовањем         | 8487     |
| 106 | Женско становништво старосног доба 15 и више година са непотпуном основним образовањем           | 9718     |
| 107 | Становништво старо 15 и више година са комплетним основним образовањем                           | 16410    |
| 108 | Мушко становништво старо 15 година и више са комплетним основним образовањем                     | 8142     |
| 109 | Женско становништво старо 15 и више година са комплетним основним образовањем                    | 8268     |
| 110 | Становништво старосног доба 15 и више година са непотпуним средњим образовањем                   | 3204     |
| 111 | Мушко становништво старосног доба од 15 година и више са непотпуним средњим образовањем          | 1779     |
| 112 | Женско становништво старосног доба од 15 година и више са непотпуним средњим образовањем         | 1425     |
| 113 | Становништво старо 15 и више година са пуним секундарном образовањем                             | 8131     |
| 114 | Мушко становништво старосног доба од 15 година и више са пуним секундарном образовањем           | 4491     |
| 115 | Женско становништво старосног доба од 15 година и више са пуним секундарном образовањем          | 3640     |
| 116 | Становништво старије од 18 година са постосновним образовањем                                    | 5354     |
| 117 | Мушко становништво старије од 18 година са постосновним образовањем                              | 3269     |
| 118 | Женско становништво старије од 18 година са постосновним образовањем                             | 2085     |
| 119 | Просечна оцена школовања                                                                         | 5.03     |
| 120 | Просечан ниво образовања мушке популације                                                        | 5.52     |
| 121 | Просечан ниво образовања женског становништва                                                    | 4.58     |
| 122 | Економски активно становништво                                                                   | 34264    |
| 123 | Економски активна мушка популација                                                               | 29465    |
| 124 | Економски активна женска популација                                                              | 4799     |
| 125 | Становништво које није економски активно                                                         | 39540    |
| 126 | Мушко становништво које није економски активно                                                   | 6562     |
| 127 | Женско становништво које није економски активно                                                  | 32978    |
| 128 | Запослено становништво                                                                           | 33862    |
| 129 | Запослено мушко становништво                                                                     | 29148    |
| 130 | Запослено женско становништво                                                                    | 4714     |
| 131 | Незапослена популација                                                                           | 402      |
| 132 | Незапослена мушка популација                                                                     | 317      |
| 133 | Незапослена женска популација                                                                    | 85       |
| 134 | Становништво без права на здравствене услуге                                                     | 45618    |
| 135 | Становништво које има право на здравствене услуге                                                | 61253    |
| 136 | Становништво које има право на ИМСС                                                              | 2710     |
| 137 | Становништво које има право на социјално осигурање                                               | 1681     |
| 138 | Становништво које има право на државно социјално осигурање                                       | 575      |
| 139 | Становништво које има право на опште осигурање или здравствено осигурање за нову генерацију      | 56066    |
| 140 | Становништво које је било једном или није било у браку током 12 година и више                    | 25535    |
| 141 | Венчано или уједињено становништво од 12 година и више                                           | 44131    |
| 142 | Становништво које је било у браку или уједињено 12 година и више                                 | 4443     |
| 143 | Становништво са католичком религијом                                                             | 57814    |
| 144 | Протестанти, еванђелисти и библијски следбеници различити од еванђелиста                         | 39158    |
| 145 | Становништво са другим религијама различитим од претходних                                       | 103      |
| 146 | Становништво без религије                                                                        | 9193     |
| 147 | Укупно пописаних домаћинства                                                                     | 20288    |
| 148 | Пописна домаћинства на челу са мушкарцима                                                        | 17702    |
| 149 | Пописна домаћинства на челу са женама                                                            | 2586     |
| 150 | Становништво у пописним домаћинствима                                                            | 107323   |
| 151 | Становништво у пописним домаћинствима на челу са мушкарцима                                      | 96804    |
| 152 | Становништво у пописним домаћинствима на челу са женама                                          | 10519    |
| 153 | Укупно домаћинстава                                                                              | 23984    |
| 154 | Укупно насељених домаћинстава                                                                    | 21675    |
| 155 | Укупно приватних кућа                                                                            | 22597    |
| 156 | Насељени приватни домови                                                                         | 20288    |
| 157 | Укупно насељених приватних кућа                                                                  | 21675    |
| 158 | Ненасељене приватне куће                                                                         | 1734     |
| 159 | Појединачна домаћинства за привремену употребу                                                   | 575      |
| 160 | Становници у насељеним приватним кућама                                                          | 107323   |
| 161 | Насељеност станара у приватним становима                                                         | 5.29     |
| 162 | Просечно становника по соби у приватним насељеним домаћинствима                                  | 1.53     |
| 163 | Појединачна домаћинства са подовима од различитих материјала од земље                            | 16449    |
| 164 | Појединачна домаћинства у приземљу                                                               | 3745     |
| 165 | Појединачна домаћинства са једном спаваћом собом                                                 | 6963     |
| 166 | Појединачна домаћинства са две спаваће собе и више                                               | 13244    |
| 167 | Појединачна домаћинства са једним собом                                                          | 497      |
| 168 | Појединачна домаћинства са две собе                                                              | 4543     |
| 169 | Појединачна домаћинства са 3 собе и више                                                         | 15139    |
| 170 | Појединачна домаћинства која имају електрично светло                                             | 18190    |
| 171 | Појединачна домаћинства која немају електрично светло                                            | 1996     |
| 172 | Појединачна домаћинства која имају водоводну воду у стамбеном простору                           | 12249    |
| 173 | Појединачна домаћинства која немају водоводну воду у стамбеном простору                          | 7932     |
| 174 | Појединачна домаћинства која имају тоалет                                                        | 19724    |
| 175 | Појединачна домаћинства која имају канализацију                                                  | 7975     |
| 176 | Појединачна домаћинства која немају канализацију                                                 | 12139    |
| 177 | Појединачна домаћинства која имају електрично светло, довод воде из јавне мреже и канализацију   | 7029     |
| 178 | Појединачна домаћинства без икаквих услова                                                       | 3931     |
| 179 | Појединачна домаћинства која имају радио                                                         | 13212    |
| 180 | Појединачна домаћинства која имају телевизор                                                     | 11590    |
| 181 | Појединачна домаћинства која имају фрижидер                                                      | 5524     |
| 182 | Појединачна домаћинства која имају машину за веш                                                 | 2828     |
| 183 | Појединачна домаћинства која имају аутомобил или комби                                           | 2851     |
| 184 | Појединачна домаћинства која имају рачунар                                                       | 960      |
| 185 | Појединачна домаћинства која имају фиксну телефонску линију                                      | 1433     |
| 186 | Појединачна домаћинства која имају мобилни телефон                                               | 4076     |
| 187 | Појединачна домаћинства која имају приступ интернету                                             | 405      |